# Askersunds församling
Askersunds församling var en församling i ett eget pastorat i Kumla och Askers kontrakt i Strängnäs stift. Församlingen låg i Askersunds kommun i Örebro län. Församlingen uppgick 2018 i Askersund-Hammars församling. 

## Administrativ historik
Askersunds församling har funnits i äldre tid. Denna församling delades 1643 upp i Askersunds stadsförsamling (för Askersunds stad) och Askersunds landsförsamling (för Askersunds socken). År 1965 återgick dessa i en gemensam församling med namnet Askersunds församling.
Efter sammanslagningen utgjorde den gemensamma församlingen eget pastorat. Församlingen uppgick 2018 i Askersund-Hammars församling. 
Församlingskod var 188201.

## Kyrkor
- Askersunds landskyrka
- Sofia Magdalena kyrka